# 台湾头蕊兰
台湾头蕊兰（学名：Cephalanthera taiwaniana）为兰科头蕊兰属下的一个种。产台湾中部（台中）。生于海拔2300-2800米的开旷山坡上。（模式标本产地）

## 扩展阅读
- 維基物種上的相關：台湾头蕊兰